# Tuo He
Tuo He är ett vattendrag i Kina. Det ligger i provinsen Anhui, i den östra delen av landet, omkring 160 kilometer norr om provinshuvudstaden Hefei. Tuo He ligger vid sjön Tuo Hu.
Genomsnittlig årsnederbörd är 1 168 millimeter. Den regnigaste månaden är augusti, med i genomsnitt 196 mm nederbörd, och den torraste är januari, med 22 mm nederbörd.